# Industriens mænd
Industriens mænd (Industrins män) är ett grupporträtt av 53 betydande män inom dansk industri och ingenjörsvetenskap under senare delen av 1800-talet.
Tavlan målades av Peder Severin Krøyer på beställning av ingenjören och fabrikören Gustav Adolph Hagemann och var ursprungligen avsedd som utsmyckning av en sal på Börsen i Köpenhamn. Den målades dock endast i mindre storlek åt Hagemann själv, för 10 000 kronor, en summa som motsvarade åtta års lön från hans tjänst på Polyteknisk Læreanstalt.
Hagemann valde ut de personer som skulle porträtteras ur sitt personliga nätverk och grupperade dem på bilden. Krøyer gjorde flera skisser efter att ha besökt det nybyggda elverket som användes som kuliss. Arbetet med målningen framskred tills Krøyer insjuknade på sommaren 1903 och avslutades först i december 1904. I maj 1905 visades verket för allmänheten för första gången.
Trots titeln "industrins män" var endast 37 av de 53 männen medlemmar av Dansk Ingeniørforening och mötet som skildras har aldrig ägt rum. Målningen kan däremot ses som en hyllning till det konstgjorda ljus som var ett symbol på den industriella framgången vid förra sekelskiftet.

## Personer på målningen

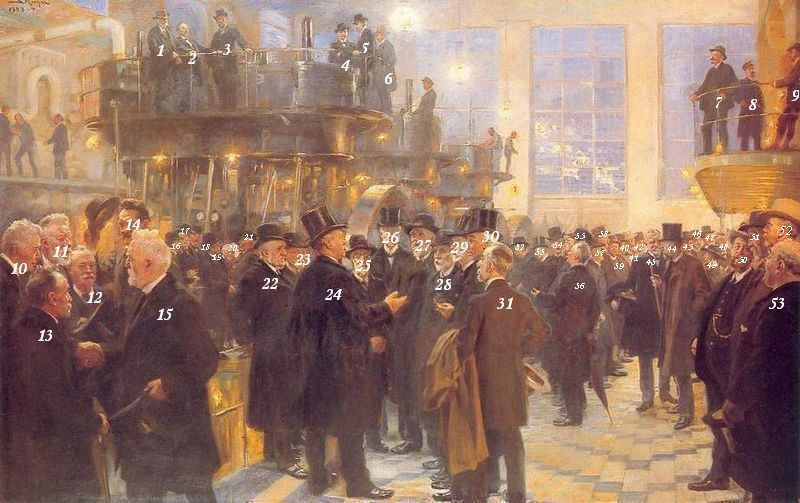
Personernas placering på målningen.

Förkortningar: PL = Polyteknisk Læreanstalt, DI = Dansk Ingeniørforening
Avbildade personer:
1. G. Faye. Chef för sockerbruket i Nakskov.
2. G.A. Hagemann. Styrelseordförande i Burmeister & Wain. Direktör för PL 1902. Medgrundare och ordförande för DI 1895-1898.
3. Ivar Knudsen. Teknisk direktör på Burmeister & Wain. Styrelsemedlem i DI 1898–1901.
4. Holger Christian Valdemar Møller. Hamndirektör i Köpenhamn 1914–1917 och hamnborgmästare 1917–1925.
5. O.E. Jørgensen. Överingenjör på Burmeister & Wain.
6. F. Øllgaard. Direktör för vattenförsörjningen i Köpenhamn.
7. Niels Monberg. Murare, entreprenör och minister. Styrelsemedlem i DI 1902–1911.
8. Aage Rasmussen. Marinofficer och maskiningenjör. Chef för Orlogsværftets ingenjörsutbildning.
9. Carl Frederik Jarl. Son till Vilhelm Jørgensen (nr 31 på bilden), senare direktör för Øresund's chemiske Fabriker och styrelsemedlem i DI.
10. Isaac Wilhelm Tegner. Generaldirektör för DSB. Ordförande för DI 1892–1895.
11. Carl Jacobsen. Direktör för Ny Carlsberg.
12. Knud C.J. Nielsen. Marinofficer och direktör för Orlogsværftets skeppsbyggnad och maskintillverkning. Verkställande direktör för Burmeister & Wain.
13. Harald Immanuel Hannover. Hedersmedlem i DI. Senare direktör för PL.
14. Carl Hentzen. Överingenjör på Københavns Belysningsvæsen.
15. C.K. Øllgaard. Hamningenjör och teknikborgmästare i Köpenhamn.
16. C.V. Slomann. Belysningsingenjör utbildad i Zürich. Anställd på Christiansholms Fabrikker och Ballin & Hertz.
17. Søren Winkel. Verksam vid kryolitgruvan i Ivittuut.
18. J.J. Voltelen. Chef för ett sockerbruk i Västindien och senare för sockerbruket i Stege. Medgrundare av DI.
19. Johan O.V. Irminger. Gasverksingenjör, ingenjörsutbildad  på PL.
20. Hans Bekkevold, bryggmästare på Tuborgs Fabrikker från 1873.
21. Ch. H. Reynolds. Engelsk skeppsbyggnadsingenjör och direktör för Burmeister & Wain 1902–1904.
22. Julius Thomsen. Professor på Köpenhamns universitet och direktör for PL 1883–1901. Grundare av Øresund's chemiske Fabriker.
23. Sophus Mads Jørgensen. Professor i kemi vid Köpenhamns universitet. Chef för kemilaboratoriet på PL och föreståndare för Carlsberg Laboratorium.
24. Ib Windfeld-Hansen. Hamn- och  gasverksingenjör. Direktör för Københavns Belysningsvæsen. Docent i elektronik på PL 1896–1909. Ordförande i DI 1910–1913.
25. Emil Christian Hansen. Doktor i fermentering och chef för Carlsberg Laboratorium.
26. Valdemar Oldenburg. Revisor, domare och överpresident i Köpenhamn.
27. Niels Steenberg. Fabrikschef och professor i kemiteknik på PL. Ordförande för DI 1907–1910.
28. Charles Ambt. Hamn-, väg- och stadsingenjör i Köpenhamn. Generaldirektör för DSB och  lärare på PL. Ordförande för DI 1901–1904.
29. Philip Schou. Ägare och chef för Aluminia och Den kongelige Porcelainsfabrik.
30. Edouard Suenson. Marinofficer och verkställande direktör för Det Store Nordiske Telegrafselskab.
31. Vilhelm Jørgensen. Chef för Øresund's chemiske Fabriker.
32. Niels Mogensen. Ingenjör och  gjuteriägare.
33. Otto Busse. Ingenjör från Chemnitz och maskinchef i DSB.
34. Alexander Foss. Delägare i  FLSmidth & Co. Politiker och  ordförande för DI 1904–1907.
35. William Millinge. Chefskemist och teknisk direktör för Hagemanns sukkerfabrikker.
36. S.A. van der Aa Kühle. Fabrikschef och professor i kemiteknik på PL. Ordförande för DI 1907–1910.
37. Fritz Holm. Teknisk chef för Bing & Grøndahl och Den kongelige Porcelainsfabrik.
38. Svend Aage Faber. Elektroingenjör som lät elektrifiera Köpenhamns spårvägar, senare styrelsemedlem i DI.
39. Povl Bentzon. Lantmäteriingenjör och vattenledningschef i Köpenhamn och  DSB. Medgrundare av DI. Hedersmedlem 1942.
40. Valdemar Poulsen. Ingenjör och uppfinnare. Anställd på KTAS (Kjøbenhavns Telefon Aktieselskab).
41. Arnold Krog. Arkitekt och konstnärlig ledare på Den kongelige Porcelainsfabrik.
42. Albert Theilgaard. Arbetat i Ivittuut under studietiden. Från 1903 direktör för Dansk Afvulkaniseringsfabrik i Køge.
43. C.A. Olesen. Chef för spritfabriken i Ålborg och De Danske Spritfabrikker.
44. Alfred Benzon. Apotekare och läkemedelstillverkare. Ordförande för De forenede Bryggerier.
45. Jens Lange. Utbildad i Tyskland och England. Direktör för De forenede Jernstøberier.
46. Alfred Hertz. Teknisk chef för  Hertz Garveri & Skotøjsfabrik, senare Ballin & Hertz.
47. Ove Munck. Ingenjör på Burmeister & Wain och senare på DSB. Styrelsemedlem i DI.
48. E. Pontoppidan. Inspektör på Holmegaard Glasværk. Examinator i kemiteknik på PL.
49. Oscar Engholm. Chef för Østre Elektricitetsværk från 1902.
50. Fritz Johannsen. Järnvägs-, väg- och hamningenjör. Direktör för KTAS 1903 och ordförande för DI 1916–1920.
51. S.C. Hauberg. Direktör för maskinfabriken Titan.
52. A.B. Reck. Officer och värmetekniker.
53. Harald Bing. Ägare av Bing & Grøndahl och ordförande för  Konstindustrimuseet 1898–1908.